# Castelletto Mendosio
Castelletto Mendosio, detta anche Castelletto di Abbiategrasso, (Castelett in dialetto milanese, AFI: [kasteˈlɛt], localmente Castilett o Castilett de Biagrass, AFI: [kastiˈlɛt (de bjaˈɡras)]) è una frazione del comune di Abbiategrasso in provincia di Milano, posta a 2,76 Km est del centro abitato, verso Gaggiano. Dispone di una località chiamata Brusada. Castelletto Mendosio è stato un comune autonomo fino al 1869.

## Geografia

### Territorio

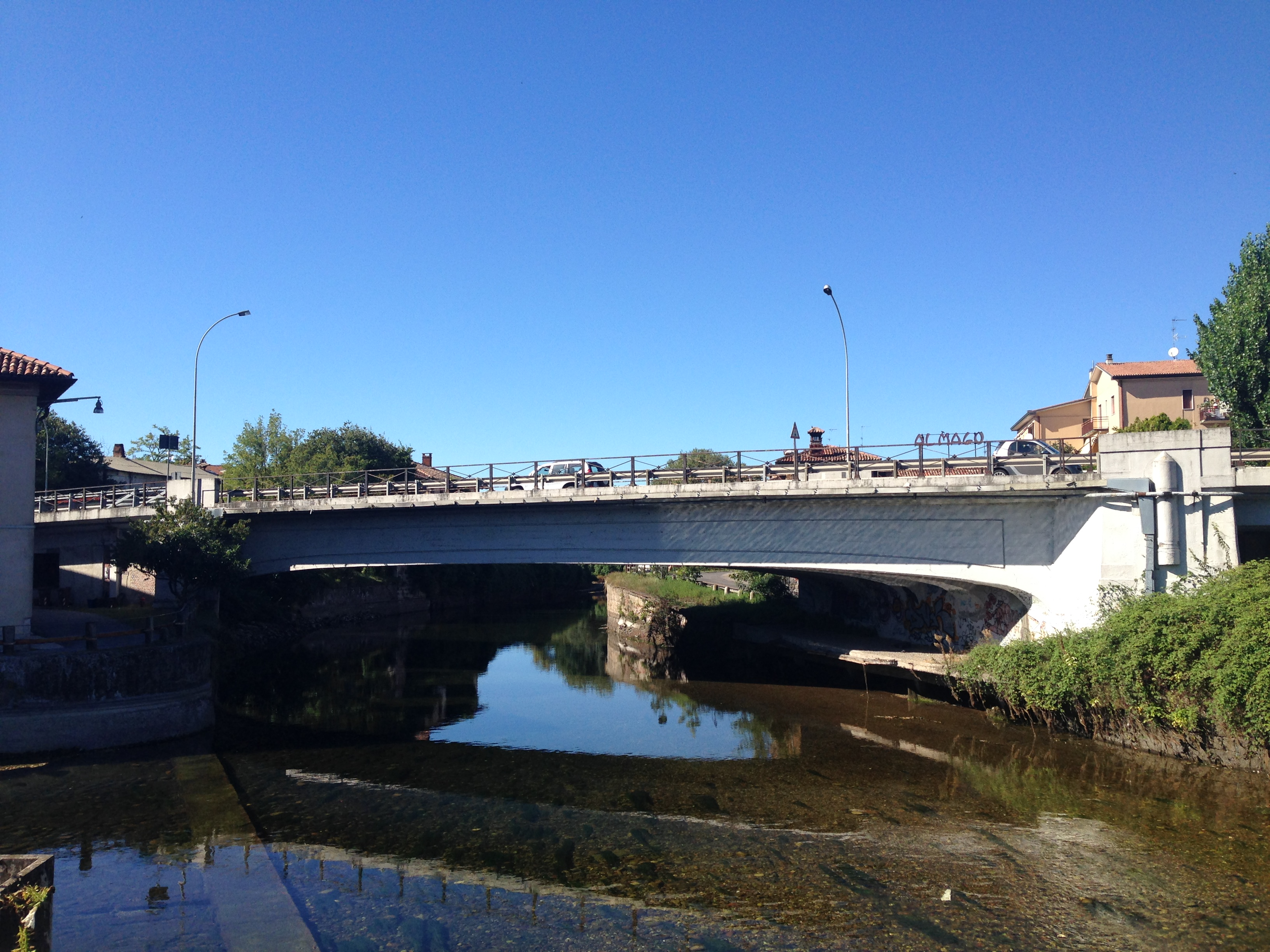
Il cavalcone del Naviglio a Castelletto di Abbiategrasso

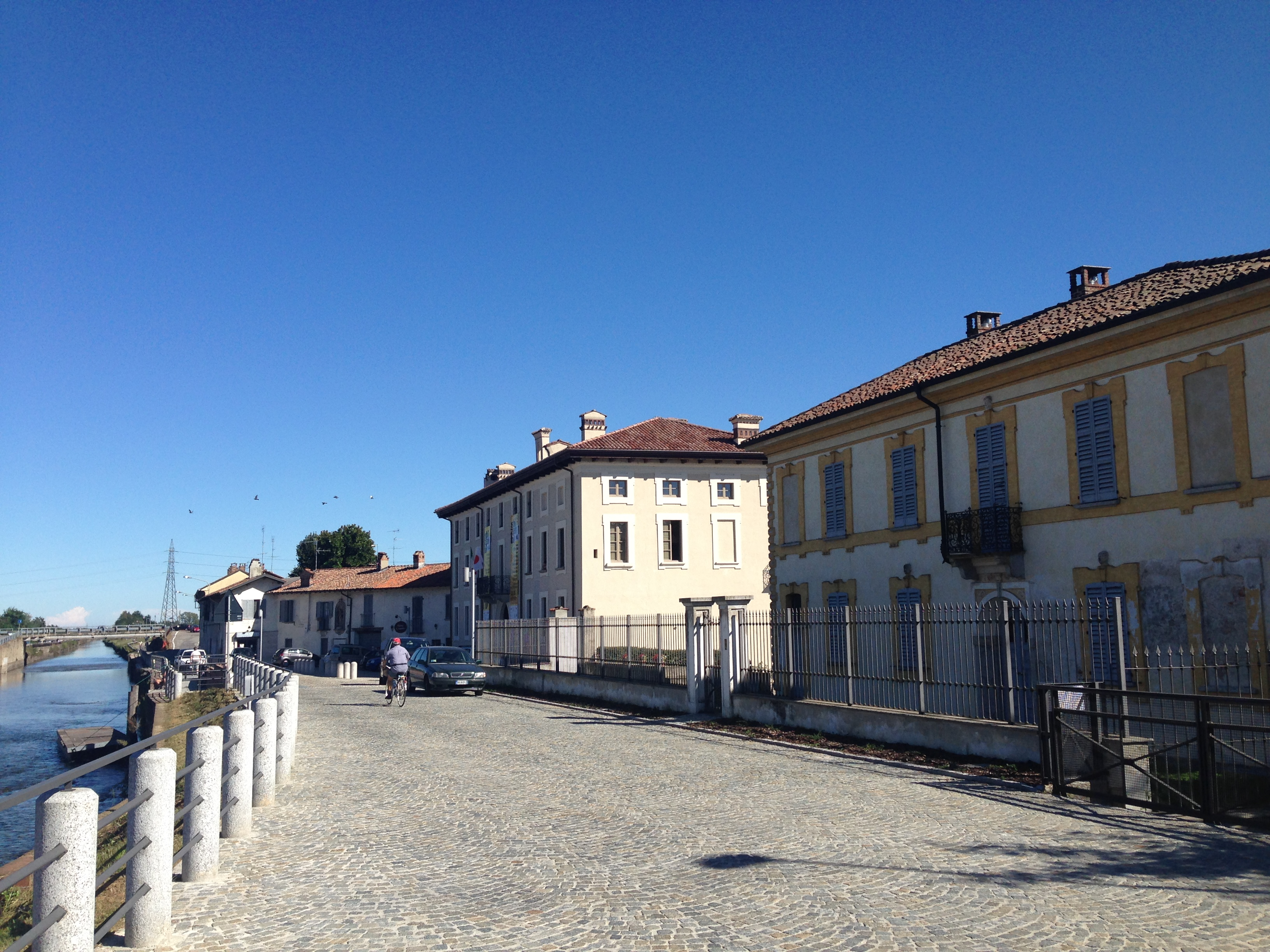
L'alzaia del Naviglio Grande presso Castelletto Mendosio

Il borgo di Castelletto Mendosio ha un'estensione territoriale di 7,87 km² ed è inserito nel territorio del Parco del Ticino in Lombardia, confinante ad ovest col Piemonte, dal quale è separato dal fiume Ticino.
La frazione è situata su un territorio prevalentemente pianeggiante e attraversato in pieno dal Naviglio Grande che suddivide l'abitato in "Castelletto" e "Mendosio". Il territorio si presenta maggiormente digradante l'area verso la valle del Ticino.

### Geologia e idrografia
Il borgo di Castelletto Mendosio è attraversato dal corso del Naviglio Grande che divide in quattro parti l'abitato con due rami del medesimo canale: l'uno curva a 90° verso Milano mentre l'altro, che dà origine al cosiddetto Naviglio di Bereguardo, termina per l'appunto nel borgo di Bereguardo per poi rigettarsi nel fiume Ticino.
Nel territorio della frazione si trova anche il Canale Ticinello, un corso d'acqua irriguo per la campagna circostante che prosegue poi il suo percorso sino al territorio di Lacchiarella, nella zona bassa della pianura padana.
I ponti originari di attraversamento del fiume sono stati sostituiti nel tempo da ponti moderni, in particolare dopo che quelli costruiti tra Seicento e Settecento vennero fatti saltare nell'ambito della Seconda guerra d'indipendenza italiana.

### Sismologia
Dal punto di vista sismico Castelletto Mendosio presenta un rischio molto basso ed è stata classificata come il comune zona 4 (bassa sismicità) dalla protezione civile nazionale.

### Clima
Il clima di Castelletto Mendosio è quello caratteristico delle pianure settentrionali italiane con inverni freddi e abbastanza rigidi ed estati che risentono di elevate temperature; la piovosità si concentra principalmente in autunno e in primavera. Il paese appartiene alla zona climatica E.
| CASTELLETTO MENDOSIO | Mesi | Mesi | Mesi | Mesi | Mesi | Mesi | Mesi | Mesi | Mesi | Mesi | Mesi | Mesi | Stagioni | Stagioni | Stagioni | Stagioni | Anno |
| CASTELLETTO MENDOSIO | Gen  | Feb  | Mar  | Apr  | Mag  | Giu  | Lug  | Ago  | Set  | Ott  | Nov  | Dic  | Inv      | Pri      | Est      | Aut      | Anno |
| -------------------- | ---- | ---- | ---- | ---- | ---- | ---- | ---- | ---- | ---- | ---- | ---- | ---- | -------- | -------- | -------- | -------- | ---- |
| T. max. media (°C)   | 3,5  | 6,7  | 12,5 | 18,3 | 23,0 | 28,8 | 30,8 | 28,8 | 24,4 | 17,0 | 10,3 | 4,9  | 5,0      | 17,9     | 29,5     | 17,2     | 17,4 |
| T. min. media (°C)   | −2,0 | −0,7 | 3,7  | 8,0  | 12,2 | 16,4 | 18,4 | 17,5 | 14,4 | 9,0  | 4,2  | −0,5 | −1,1     | 8,0      | 17,4     | 9,2      | 8,4  |

## Etimologia del nome
L'etimologia del nome di Castelletto Mendosio è probabilmente da ricondursi per la prima parte alla presenza di un antico castrum romano o di un fortilizio medievale che avrebbe dovuto trovarsi nell'area corrispondente all'attuale chiesa parrocchiale, ovvero all'area più rialzata dell'abitato e in posizione strategica alla confluenza dei due rami del corso d'acqua. Il borgo di Mendosio, invece, si sviluppava attorno all'omonima cascina che venne alla fine inglobata entro i confini del comune.

## Storia

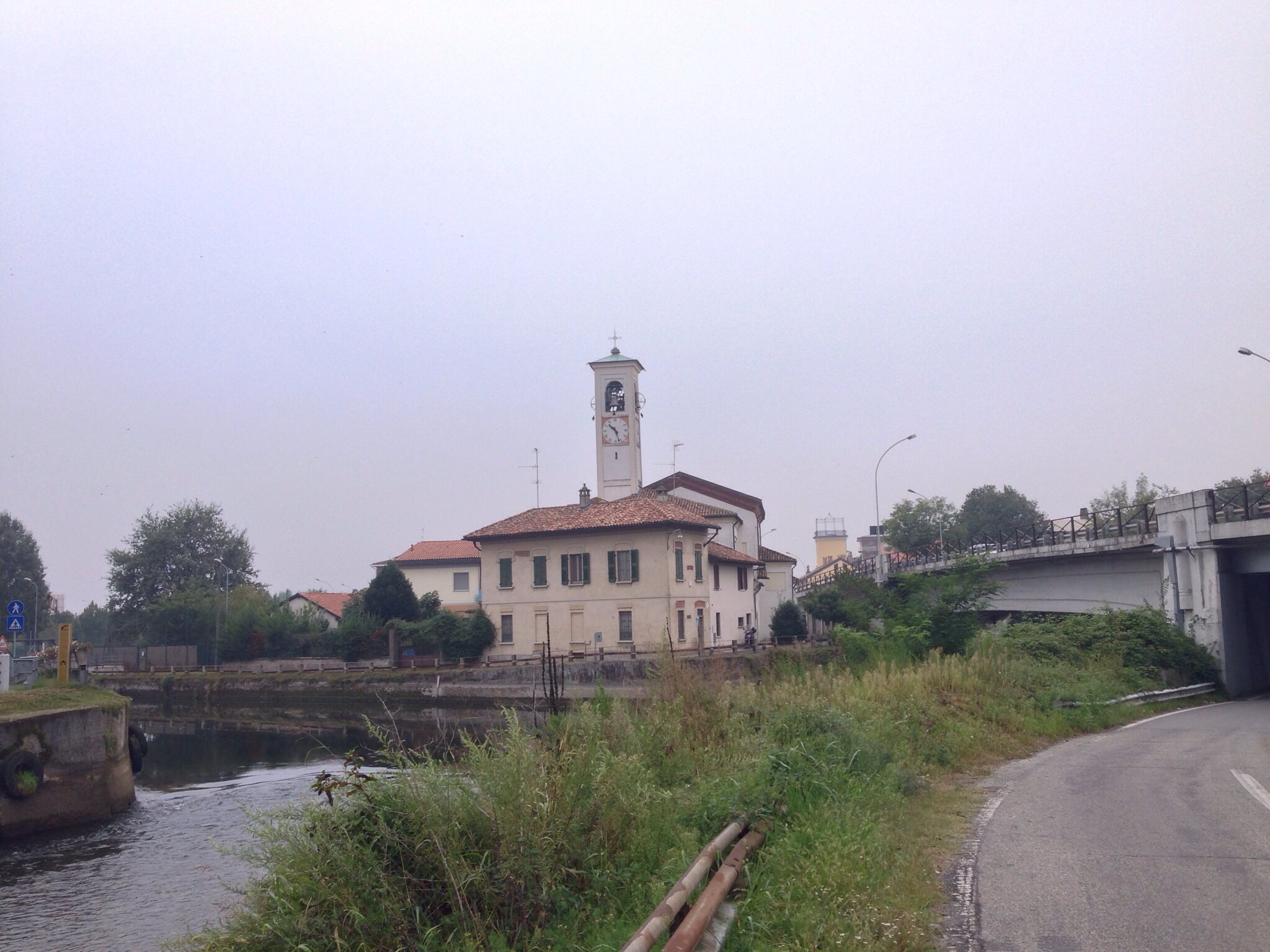
La chiesa di Sant'Antonio e la confluenza del Naviglio Grande che rappresentò per secoli la fonte principale di sostentamento per il borgo

Castelletto Mendosio fu un antico comune del Milanese e sin dal 1609 fu sede di parrocchia, comprendendo il più antico abitato di Castelletto, nei pressi del Naviglio Grande e quello più distaccato di Mendosio.
Le origini dell'abitato risalirebbero al XIII secolo quando venne a formarsi un piccolo agglomerato urbano per sostenere i lavoranti che stavano collaborando alla realizzazione degli scavi del Naviglio Grande.
Non è ben chiaro se in origine si trattassero di due insediamenti distinti, l'uno denominato Castelletto e l'altro Mendosio dal momento che ancora nel Settecento si trovano denominazioni separate per il nome della frazione.
Negli estimi catastali di Carlo V il borgo risultava compreso all'interno della Pieve di Rosate con la quale era infeudato alla famiglia degli Stampa di Milano (che qui fecero costruire un loro palazzo) e nel XVIII secolo comprendeva un totale di circa 250 abitanti, guidati da un console e da un sindaco delegati a rappresentare la comunità. La comunità venne liberata dal dominio feudale solo con la fine dello stesso grazie alle Leggi Giuseppine della fine del XVIII secolo. Alla proclamazione del Regno d'Italia nel 1805 risultava avere 348 abitanti. Nel 1811 il comune fu soppresso con regio decreto di Napoleone ed annesso ad Abbiategrasso. Il Comune di Castelletto Mendosio fu quindi ripristinato con il ritorno degli austriaci, venendo però spostato in Provincia di Pavia. Nel 1859 il paese, riportato sotto la giurisdizione di Milano, risultava salito a 490 abitanti. In quello stesso anno, nell'ambito degli eventi della battaglia di Magenta, il borgo di Castelletto venne occupato dalle truppe francesi del generale François Certain de Canrobert dopo che gli austriaci, nel corso di una rocambolesca ritirata verso Milano, ne avevano minato tutti i ponti per frenare l'avanzata dei franco-piemontesi.
Con regio decreto firmato da re Vittorio Emanuele II del 21 marzo 1869 il comune veniva soppresso e aggregato ad Abbiategrasso, assumendo la denominazione alternativa popolare di Castelletto di Abbiategrasso con cui ancora oggi è noto. Con l'aggregazione ad Abbiategrasso, per il borgo iniziò un'epoca di decadenza, dettata già nel 1870 dall'apertura della linea ferroviaria Milano-Mortara, che causò il declino del trasporto fluviale sul Naviglio e di conseguenza di uno dei principali introiti di natura commerciale di Castelletto.

## Monumenti e luoghi d'interesse

### Architetture religiose

#### Chiesa parrocchiale di Sant'Antonio abate

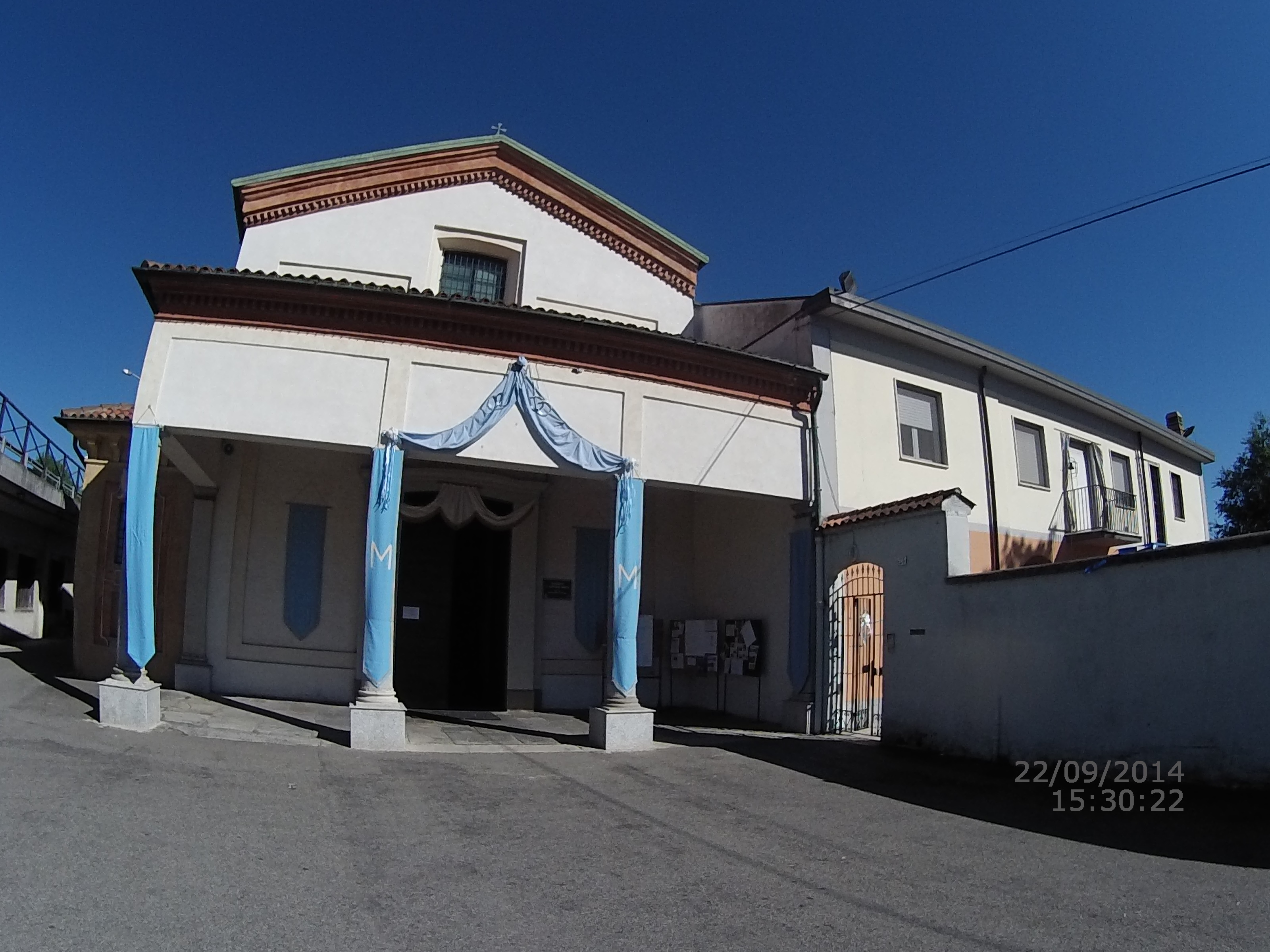
La facciata della chiesa parrocchiale di Sant'Antonio abate a Castelletto Mendosio

La chiesa parrocchiale di Castelletto di Abbiategrasso si trova in una posizione fondamentale, nel punto esatto in cui il Naviglio Grande curva a 90° in direzione di Milano.
La posizione particolarmente favorita ha sempre reso questo luogo un punto di preghiera privilegiato per i naviganti e questo giustificherebbe anche l'antichità della sua realizzazione. La struttura, secondo i documenti pervenuteci, sarebbe sorta in concomitanza con l'escavazione del Naviglio a partire dal 1180 anche se abbiamo dati certi su di essa solo a partire dalla fine del XV secolo.
La chiesa era una cappella e rimase tale sino al 1609 quando gli venne concessa la dignità parrocchiale che ancora oggi conserva. Il primo parroco fu Gian Domenico Pessina (o Piscina), appartenente a una delle più nobili famiglie di Abbiategrasso, il quale si prodigò attivamente per ampliare la struttura della chiesa a proprie spese e renderla più gradevole per la comunità facendola affiancare anche dalla casa parrocchiale. Egli morì in Castelletto nel 1629 durante la famosa peste descritta dal Manzoni.
La struttura si presenta esternamente con forme semplici realizzata con la classica struttura terminante a timpano, sovrastato da una croce in metallo, mentre una grande finestra centrale da luce all'interno della chiesa. Prospiciente l'ingresso si apre un pronao contraddistinto da quattro esili colonne granitiche e da una volta a schifo.
L'interno presenta un'unica navata con soffitto a volte a crociera che culmina col presbiterio dove si trova l'altare maggiore di marmo di forme barocche. Vi si trovano anche due cappelle devozionali laterali.
La chiesa possiede un piccolo campanile inglobato nella struttura della sacrestia, con tetto a padiglione a pianta quadrata con manto in rame. Esso è dotato di un concerto di 5 campane in Lab3, fuso dalla ditta fratelli Barigozzi di Milano. Le campane suonano a sistema ambrosiano e possiedono la tastiera manuale per il suono a festa.

#### Oratorio di San Rocchino
Edificio edificato in onore di San Rocco nel 1507, attualmente la struttura si trova inglobata all'interno di Palazzo Sacchei.
Il nome di "San Rocchino" gli pervenne dalle ridotte dimensioni della cappella, che inizialmente si presentava completamente affrescata e dotata di un piccolo portico antistante l'entrata, sovrastato da cornici in pietra e da una finestrella ad occhio di bue con voluta. L'oratorio venne completamente restaurato nel 1630 dopo che era stato utilizzato per accogliere gli appestati della zona, ma solo sei anni più tardi venne completamente abbandonato e, tolta la pietra sacra dall'altare, venne sconsacrato. Attualmente la struttura ospita un'attività commerciale.

### Architetture civili

#### Palazzo Cittadini Stampa

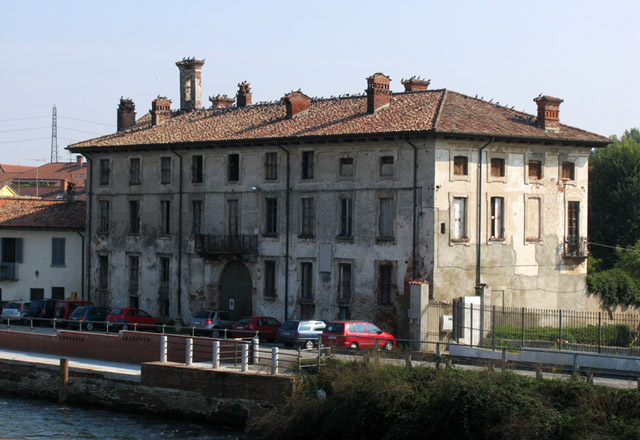
Palazzo Cittadini Stampa prima dei restauri

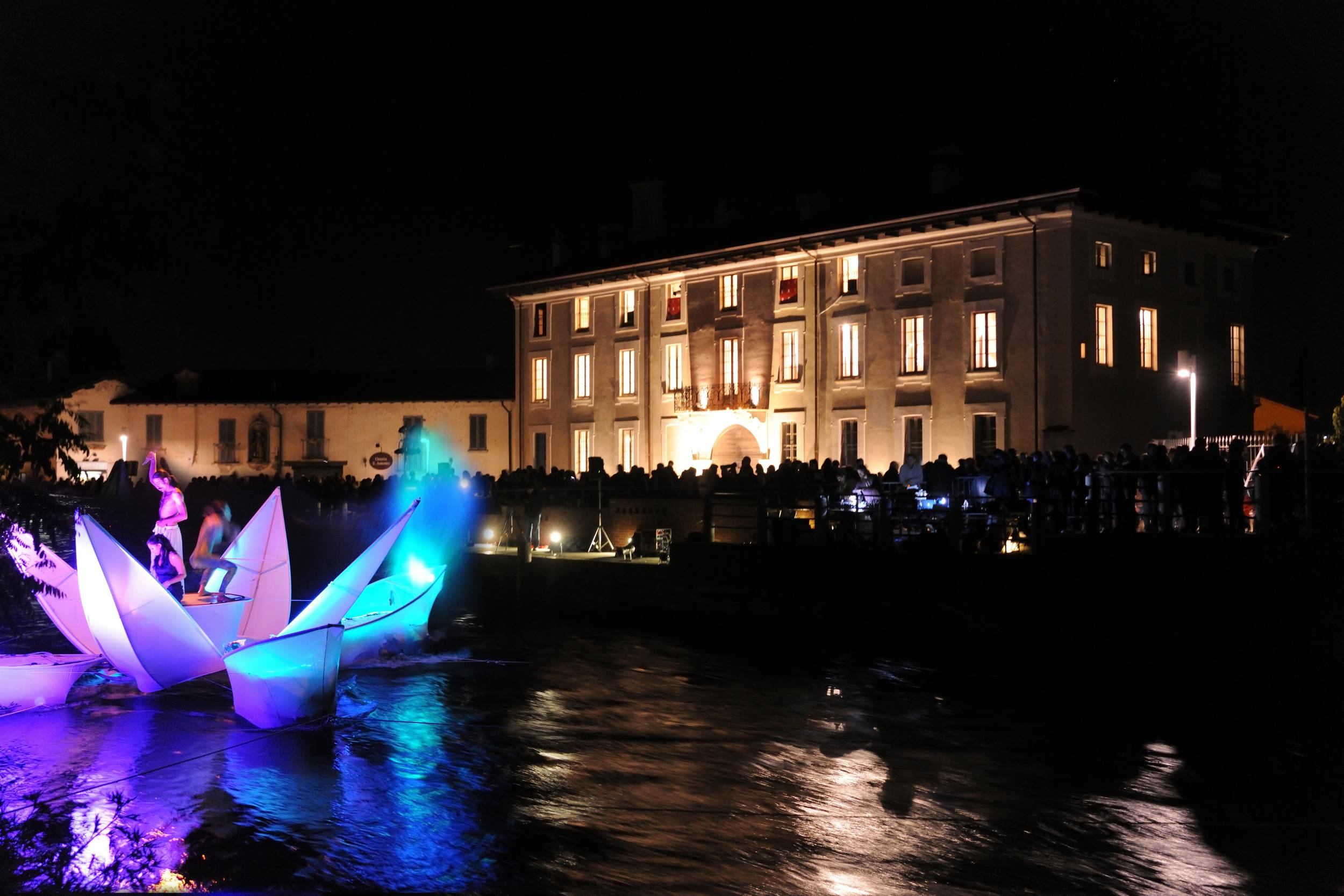
Palazzo Cittadini Stampa in un evento serale

Edificio costituito da un corpo di fabbrica a pianta rettangolare e da un altro a pianta irregolare prospiciente un lato del cortile, destinato in origine al ricovero di carrozze. Si sviluppa su tre piani fuori terra con giacitura parallela al Naviglio Grande sul quale prospetta con la facciata principale. In pianta l'edificio è strutturalmente diviso in senso trasversale in tre parti di uguale lunghezza di cui quella centrale accoglie l'androne d'ingresso formato dal passaggio carrabile centrale e dal portico aperto verso il cortile. Presenta muri portanti a tessitura omogenea in laterizio e due colonne in granito rosa di Baveno sul lato sud. Si struttura in piano terra, piano nobile e secondo piano composti da solai in legno ad orditura doppia, assito, massetto e pavimentazioni in cotto. La facciata è semplice e lineare, con tre ordini di finestre con cornici in intonaco uguali al piano terra e al primo piano, più basse all'ultimo piano.

#### Palazzo Corio
Il palazzo prospetta con l'imponente facciata (lunga circa 43 metri), lasciata in cotto senza intonacatura, direttamente su viale Mazzini, l'originale ripa del Naviglio di Abbiategrasso. La facciata esterna presenta un elegante portone d'ingresso, inquadrato da un doppio ordine di lesene e dal marcapiano, che corre su tutto il fronte, e sovrastato da un balcone barocco in ferro battuto, più importante delle due coppie di balconcini ai lati. Sopra l'androne d'accesso, ai fianchi del balcone centrale, due specchiature ribassate con angoli curvilinei valorizzano la parte mediana della facciata. Il corpo padronale è animato verso la corte da colonne con archi ribassati e volte a crociera, che si connette all'ala laterale con due campate di luce minore, separate da un pilastro con lesene che, continuando al piano superiore, formano un interessante motivo decorativo. Notevole è anche lo scalone a tenaglia, accessibile dal porticato, con parapetto in ferro battuto.

#### Palazzo Citterio Sala Cocini
L'ingresso sulla strada è sottolineato da due avancorpi barocchi, a due piani con pianta trapezoidale e segnati da cornici e lesene, collegati tra loro da due muri curvi ad esedra che inquadrano i pilastri bugnati del cancello. Oltre il cortile quadrangolare, con muri laterali a risalti architettonici (coronati un tempo da busti e statue ornamentali in pietra), sorge il corpo padronale della villa, a tre piani, caratterizzato da un portico sporgente al centro, con sovrastante terrazzo, sorretto da quattro colonne con alte basi e capitelli ionici architravati. Il piano terreno è ritmato, tra una finestra e l'altra, da lesene che portano un profondo cornicione, mentre il primo piano è scandito soltanto da grandi finestre, simili a quelle inferiori e decorate da analoghe cornici in malta.

#### Palazzo Sacchei
Edificio a pianta regolare a "C" chiusa da un basso corpo trasformato negli anni sessanta in box e abitazione ma in origine occupato da stalle e scuderie. L'edificio si struttura in tre piani fuori terra e cantinato sul lato verso strada e in piano terra e primo piano nei lati sul cortile. I muri perimetrali sono in muratura a tessitura omogenea in laterizio a mattoni pieni intonacati. Gli orizzontamenti sono in legno, in parte rinforzati da putrelle in ferro, in parte sostituiti da solai in laterocemento e in parte ribassati con pannelli in compensato. La copertura è a padiglione con struttura in legno ad orditura semplice con puntoni poggianti sul muro di spina e sui muri perimetrali; il manto è costituito da lastre ondulate in fibrocemento con sovrapposti coppi in laterizio.

#### Casa del Guardiano delle Acque
Noto anche come "Casa della Regia Camera", l'edificio sorge su quello che ormai è un ramo morto del Naviglio Grande, ma che un tempo giungeva sino ai piedi del Castello Visconteo. La struttura, pur non rappresentando una residenza nobiliare, è un esempio antico di edificio istituzionale destinato ad ospitare il "questore delle acque", una delle più alte autorità statali preposte all'ispezione del canale.
La casa ha un'originale pianta a "Z". Dopo il portone lungo la ripa del Naviglio Grande si accede ad un cortile con pozzo al centro.

#### Ex-osteria dell'Angelo
Locanda la cui esistenza è già attestata nel XV secolo, come punto di sosta per i viandanti. Secondo la tradizione, vi avrebbe soggiornato Leonardo da Vinci.

## Società

### Evoluzione demografica
"Abitanti censiti"